# Малое Микушкино
Малое Микушкино (чув. Кӗҫӗн Микушкел) — деревня в Исаклинском районе Самарской области в составе сельского поселения Большое Микушкино.

## География
Находится на расстоянии примерно 26 километров на юг-юго-восток от районного центра села Исаклы.

## История
Известна с 1767 года, по свидетельству академика Палласа, заселена была новокрещеными чувашами.

## Население
Постоянное население составляло 710 человек (чуваши 83%) в 2002 году, 724 в 2010 году.